# Koniarovce
Koniarovce (in ungherese Szomorlovászi) è un comune della Slovacchia facente parte del distretto di Topoľčany, nella regione di Nitra.